# Open GDF SUEZ de Marseille 2012
L'Open GDF SUEZ de Marseille 2012 è stato un torneo professionistico di tennis femminile giocato sulla terra rossa. È stata la 15ª edizione del torneo, che fa parte dell'ITF Women's Circuit nell'ambito dell'ITF Women's Circuit 2012. Si è giocato a Marsiglia in Francia dall'11 al 17 giugno 2012.

## Partecipanti

### Teste di serie
| Nazionalità | Giocatrice             | Ranking* | Testa di serie |
| ----------- | ---------------------- | -------- | -------------- |
| Francia     | Pauline Parmentier     | 62       | 1              |
| Spagna      | Lourdes Domínguez Lino | 95       | 2              |
| Francia     | Caroline Garcia        | 133      | 3              |
| Stati Uniti | Julia Cohen            | 139      | 4              |
| Francia     | Kristina Mladenovic    | 158      | 5              |
| Slovenia    | Petra Rampre           | 171      | 6              |
| Ucraina     | Ol'ga Savčuk           | 178      | 7              |
| Canada      | Heidi El Tabakh        | 186      | 8              |

- Ranking al 28 maggio 2012.

### Altre partecipanti
Giocatrici che hanno ricevuto una wild card:
- Anaïs Laurendon
- Elixane Lechemia
- Constance Sibille
- Alison Van Uytvanck

Giocatrici che sono passate dalle qualificazioni:
- Manon Arcangioli
- Rocío de la Torre-Sánchez
- Myrtille Georges
- Jessica Pegula

Giocatrici che hanno ricevuto un entry come special exempt:
- Beatriz García Vidagany

## Campionesse

### Singolare
- Lourdes Domínguez Lino ha battuto in finale  Pauline Parmentier con il punteggio di 6–3, 6–3

### Doppio
- Séverine Beltrame /  Laura Thorpe hanno battuto in finale  Kristina Barrois /  Ol'ga Savčuk con il punteggio di 6–1, 6–4